# Градски стадион (Никшич)
Градски стадион Никшич, известен още като Стадион край Бистрице, е многофункционален стадион в град Никшич, Черна гора.
Построен е през 1982 г. Разполага с капацитет от 10 800 седящи места. Приема домакинските срещи на местния футболен отбор ФК Сутйекса Никшич.